# Lifegene
Lifegene är ett forskningsprojekt i samarbete mellan sex svenska universitet som syftar till att bygga upp en biobank för medicinsk forskning. 
Redan innan projektet började samla in material yttrades kritik mot projektet, på grund av etiska problem. I december 2011 förklarade Datainspektionen att projektet stred mot personuppgiftslagen, eftersom projektets mål var för allmänt definierat. För medverkan i vetenskapliga studier krävs informerat samtycke.  Datainspektionen menade att man inte kan samtycka till något så allmänt formulerat som "framtida forskning".
I februari 2012 utlovade utbildningsminister Jan Björklund att projektet ska kunna fortsätta. . Lifegene eller Lagen om vad arv och miljö betyder för människors hälsa trädde i kraft den 1 december 2013 och förlängdes 2017 till att gälla fram till 31 december 2020 .